# OFC Champions League
L'OFC Champions League (in italiano Coppa dei Campioni dell'OFC), già nota come OFC Club Championship (in italiano Campionato per club dell'OFC), è la massima competizione calcistica per squadre di club dell'Oceania ed è organizzata dalla OFC.
Fondata nel 1987 come Campionato oceaniano per club (nome ufficiale Oceania Club Championship), fu rinnovata nella formula nel 1999 e ha assunto la denominazione attuale nel 2007.

## Formula
La competizione è divenuta annuale solo dal 2005, favorita dalla creazione del Campionato mondiale per club FIFA che riservava un posto alla squadra campione d'Oceania.

L'attuale formula è in vigore dal 2018. Il torneo comprende quattro gruppi da quattro squadre ciascuno che si affrontano una sola volta. Le prime due classificate dei quattro gruppi avanzano ai quarti di finale. La finale consiste in due match (andata e ritorno) per stabilire la vincitrice finale. La compagine campione d'Oceania ha avuto accesso diretto al Mondiale per club FIFA nelle edizioni del 2005 e del 2006. A partire dal Mondiale 2007, invece, la squadra vincitrice della OFC Champions League disputa un turno preliminare per l'accesso al torneo.

## Storia
Nelle prime quattro edizioni (1987, 1999, 2001, 2005) si è verificato un netto e incontrastato dominio delle squadre australiane con quattro vittorie finali su quattro.

Dall'edizione del 2006 le compagini australiane hanno lasciato la competizione per partecipare alla Champions League asiatica, dal tasso tecnico oggettivamente superiore.
Con l'uscita di scena delle squadre australiane il dominio continentale è passato alle compagini neozelandesi, le quali si sono aggiudicate le quattro edizioni successive.

Nel 2006 ha vinto l'Auckland City, battendo in finale i tahitiani del Pirae per 3-1.

Nel 2007 la vittoria finale è andata al Waitakere United che ha avuto la meglio, grazie alla regola dei gol in trasferta, sui figiani del Ba nella doppia finale; la compagine neozelandese si è poi ripetuta nell'edizione 2007/08 battendo il Kossa delle Isole Salomone, divenendo il primo club a bissare la vittoria in questa competizione.

Nell'edizione 2008/09 la vittoria finale è andata nuovamente all'Auckland City che ha così vinto il suo secondo titolo; i neozelandesi hanno avuto la meglio sulla squadra del Koloale, campione nazionale delle Isole Salomone, vincendo con ampio margine la finale d'andata, giocata in trasferta, ed amministrando la gara casalinga di ritorno, conclusa in parità.
Storica, nel 2010, la vittoria dell'PRK Hekari United che sconfigge nel doppio confronto i neozelandesi del Waitakere United 3-0 in casa e perdendo soltanto per 2-1 in Nuova Zelanda.

L'edizione 2011 ha visto trionfare nuovamente i neozelandesi dell'Auckland City che si sono imposti nel doppio confronto di finale sui campioni di Vanuatu dell'Amicale (vittoria per 2-1 in trasferta e per 4-0 in casa) conquistando così il terzo titolo continentale della loro storia.

L'Auckland City si è nuovamente ripetuto nell'edizione 2012, imponendosi complessivamente per 3-1 sul Tefana, conquistando così il 4º titolo d'Oceania. L'anno successivo la squadra di Auckland ha ottenuto il terzo titolo consecutivo, il quinto in totale, battendo nella finale in gara unica i compatrioti del Waitakere United. Altre due vittorie consecutive per il team neozelandese, nell'edizione 2014 contro l'Amicale e poi, in quella 2015 contro il Team Wellington. L'Auckland continuò a trionfare nella competizione fino al 2017, per una serie di sette vittorie consecutive.
L'edizione del 2019 risultò essere la prima in assoluto priva di squadre neozelandesi in finale, in cui invece ci fu un derby fra squadre della Nuova Caledonia, vinto dall'Hienghène Sport contro il Magenta.  Nel 2020 la competizione venne interrotta prima della fase a eliminazione diretta a causa della pandemia di Covid-19. La situazione sanitaria e le precauzioni messe in atto da alcuni Paesi che non avevano registrato contagi, costrinse inoltre ad annullare anche l'edizione 2021. Le seguenti quattro edizioni videro il ritorno dell'Auckland, vittorioso in tutte le finali disputate contro squadre straniere.

## Albo d'oro
Sino al 2006 la competizione era denominata Oceania Club Championship e tutte le gare si svolgevano ogni anno in un singolo paese che organizzava la manifestazione.

Dall'edizione 2007 il nome ufficiale è diventato OFC Champions League, e il nuovo formato prevede che le squadre si affrontino in gare di andata e ritorno nei rispettivi stadi.

Per ogni edizione è riportato il risultato della finale.

### Oceania Club Championship
| Anno | Campione          | Risultato         | Finalista        | Luogo        |
| ---- | ----------------- | ----------------- | ---------------- | ------------ |
| 1987 | Adelaide City     | 1 - 1 4 - 1 (dtr) | Mount Wellington | Adelaide     |
| 1999 | South Melbourne   | 5 - 1             | Nadi             | Lautoka      |
| 2001 | Wollongong Wolves | 1 - 0             | Tafea            | Port Moresby |
| 2005 | Sydney FC         | 2 - 0             | Magenta          | Papeete      |
| 2006 | Auckland City     | 3 - 1             | Pirae            | Albany       |

### OFC Champions League
| Anno          | Campione                                                                                       | Risultato                                                                                      | Finalista                                                                                      |
| ------------- | ---------------------------------------------------------------------------------------------- | ---------------------------------------------------------------------------------------------- | ---------------------------------------------------------------------------------------------- |
| 2007          | Waitakere United                                                                               | 2 - 2 (gfc) 1-2 e 1-0                                                                          | Ba                                                                                             |
| 2007-2008     | Waitakere United                                                                               | 6 - 3 1-3 e 5-0                                                                                | Kossa                                                                                          |
| 2008-2009     | Auckland City                                                                                  | 9 - 4 7-2 e 2-2                                                                                | Koloale                                                                                        |
| 2009-2010     | Hekari United                                                                                  | 4 - 2 3-0 e 1-2                                                                                | Waitakere United                                                                               |
| 2010-2011     | Auckland City                                                                                  | 6 - 1 2-1 e 4-0                                                                                | Amicale                                                                                        |
| 2011-2012     | Auckland City                                                                                  | 3 - 1 2-1 e 1-0                                                                                | Tefana                                                                                         |
| 2012-2013     | Auckland City                                                                                  | 2 - 1                                                                                          | Waitakere United                                                                               |
| 2013-2014     | Auckland City                                                                                  | 3 - 2 1-1 e 2-1                                                                                | Amicale                                                                                        |
| 2014-2015     | Auckland City                                                                                  | 1 - 1 4 - 3 (dtr)                                                                              | Team Wellington                                                                                |
| 2016          | Auckland City                                                                                  | 3 - 0                                                                                          | Team Wellington                                                                                |
| 2017          | Auckland City                                                                                  | 5 - 0 3-0 e 2-0                                                                                | Team Wellington                                                                                |
| 2018          | Team Wellington                                                                                | 10 - 3 6-0 e 4-3                                                                               | Lautoka                                                                                        |
| 2019 Dettagli | Hienghène Sport                                                                                | 1 - 0                                                                                          | Magenta                                                                                        |
| 2020          | Fase a eliminazione diretta annullata a causa della Pandemia di COVID-19. Titolo non assegnato | Fase a eliminazione diretta annullata a causa della Pandemia di COVID-19. Titolo non assegnato | Fase a eliminazione diretta annullata a causa della Pandemia di COVID-19. Titolo non assegnato |
| 2021          | Torneo annullato a causa della Pandemia di COVID-19. Titolo non assegnato                      | Torneo annullato a causa della Pandemia di COVID-19. Titolo non assegnato                      | Torneo annullato a causa della Pandemia di COVID-19. Titolo non assegnato                      |
| 2022          | Auckland City                                                                                  | 3 - 0                                                                                          | Vénus                                                                                          |
| 2023          | Auckland City                                                                                  | 4 - 2 (dts)                                                                                    | Suva                                                                                           |
| 2024          | Auckland City                                                                                  | 4 - 0                                                                                          | Pirae                                                                                          |
| 2025          | Auckland City                                                                                  | 2 - 0                                                                                          | Hekari United                                                                                  |

## Statistiche

### Piazzamenti per squadra
| Federazione        | Squadra           | Finali Vinte | Finali Perse | Finali Totali |
| ------------------ | ----------------- | ------------ | ------------ | ------------- |
| Nuova Zelanda      | Auckland City     | 13           | 0            | 13            |
| Nuova Zelanda      | Waitakere Utd     | 2            | 2            | 4             |
| Nuova Zelanda      | Team Wellington   | 1            | 3            | 4             |
| Papua Nuova Guinea | Hekari United     | 1            | 1            | 2             |
| Australia          | Adelaide City     | 1            | 0            | 1             |
| Australia          | South Melbourne   | 1            | 0            | 1             |
| Australia          | Wollongong Wolves | 1            | 0            | 1             |
| Australia          | Sydney FC         | 1            | 0            | 1             |
| Nuova Caledonia    | Hienghène Sport   | 1            | 0            | 1             |
| Vanuatu            | Amicale           | 0            | 2            | 2             |
| Nuova Caledonia    | Magenta           | 0            | 2            | 2             |
| Polinesia francese | Pirae             | 0            | 2            | 2             |
| Figi               | Lautoka           | 0            | 1            | 1             |
| Nuova Zelanda      | Mount Wellington  | 0            | 1            | 1             |
| Vanuatu            | Tafea             | 0            | 1            | 1             |
| Figi               | Nadi              | 0            | 1            | 1             |
| Figi               | Ba                | 0            | 1            | 1             |
| Isole Salomone     | Kossa             | 0            | 1            | 1             |
| Isole Salomone     | Koloale           | 0            | 1            | 1             |
| Polinesia francese | Tefana            | 0            | 1            | 1             |
| Polinesia francese | Vénus             | 0            | 1            | 1             |
| Figi               | Suva              | 0            | 1            | 1             |

### Vittorie per federazione
| Federazione        | Finali Vinte | Finali Perse | Finali Totali | Vincitrici                                                                | Finaliste                                                  |
| ------------------ | ------------ | ------------ | ------------- | ------------------------------------------------------------------------- | ---------------------------------------------------------- |
| Nuova Zelanda      | 16           | 6            | 22            | Auckland City (13) Waitakere Utd (2) Team Wellington (1)                  | Team Wellington (3) Waitakere Utd (2) Mount Wellington (1) |
| Australia          | 4            | 0            | 4             | Adelaide City (1) South Melbourne (1) Wollongong Wolves (1) Sydney FC (1) | —                                                          |
| Nuova Caledonia    | 1            | 2            | 3             | Hienghène Sport (1)                                                       | Magenta (2)                                                |
| Papua Nuova Guinea | 1            | 1            | 2             | Hekari United (1)                                                         | Hekari United (1)                                          |
| Figi               | 0            | 4            | 4             | —                                                                         | Lautoka (1) Nadi (1) Ba (1) Suva (1)                       |
| Polinesia francese | 0            | 4            | 4             | —                                                                         | Pirae (2) Tefana (1) Vénus (1)                             |
| Vanuatu            | 0            | 3            | 3             | —                                                                         | Amicale (2) Tafea (1)                                      |
| Isole Salomone     | 0            | 2            | 2             | —                                                                         | Kossa (1) Koloale (1)                                      |